# 松永英也
松永 英也（まつなが ひでや、1977年1月6日 - ）は、兵庫県宝塚市出身のトロンボーン奏者。トロンボーンを呉信一、秋山鴻市、栗田雅勝、デニス・ウィック、ダッドリー・ブライト、イアン・バウスフィールドに師事。岡山学芸館高等学校、東京芸術大学卒業。英国王立音楽院中退。テレビ東京ミュージックに所属。
クラシカル奏法とポップなサウンドの融合で、あたらしい音楽を目指すソロトロンボーン奏者。
『flower of fire』は、没後100年記念「フランスの至宝エミール・ガレ展」のイメージ曲、さらにみゅーじんなどのテレビ番組テーマ曲を手がけている。
2007年4月、フルート奏者の高木綾子と結婚。

## 成績・賞歴
第14回日本管打楽器コンクールトロンボーン部門入賞。97年度東京文化会館推薦新人演奏会へ出演。
第91回日演連推薦新人演奏会オーディション合格。広島交響楽団とコンチェルトを共演。
第26回東京藝術大学室内楽定期演奏会へ出演。優秀な学生によるモーニングコンサートにて、
芸大オーケストラとコンチェルト共演。
卒業後、2001年9月〜ヤマハ音楽振興会と英国王立音楽院共にスカラシップを得て渡英。
英国王立音楽院にて最高の評価であるディスティンクションを受ける。

## 音楽ソフト

### CD
- Brilliant Days（2005/2/9、ヤマハミュージックコミュニケーションズ）
- stirring echo・・・オムニバス・アルバム （2005/10/5、ヤマハミュージックコミュニケーションズ）
- Dreams （2006/6/14、ヤマハミュージックコミュニケーションズ）

## 出演

### TV
テレビ東京系のみゅーじんを始め、BSジャパンの未来図鑑など音楽番組が中心。